# Paul-Gerhardt-Gemeindeheim Bohnsdorf

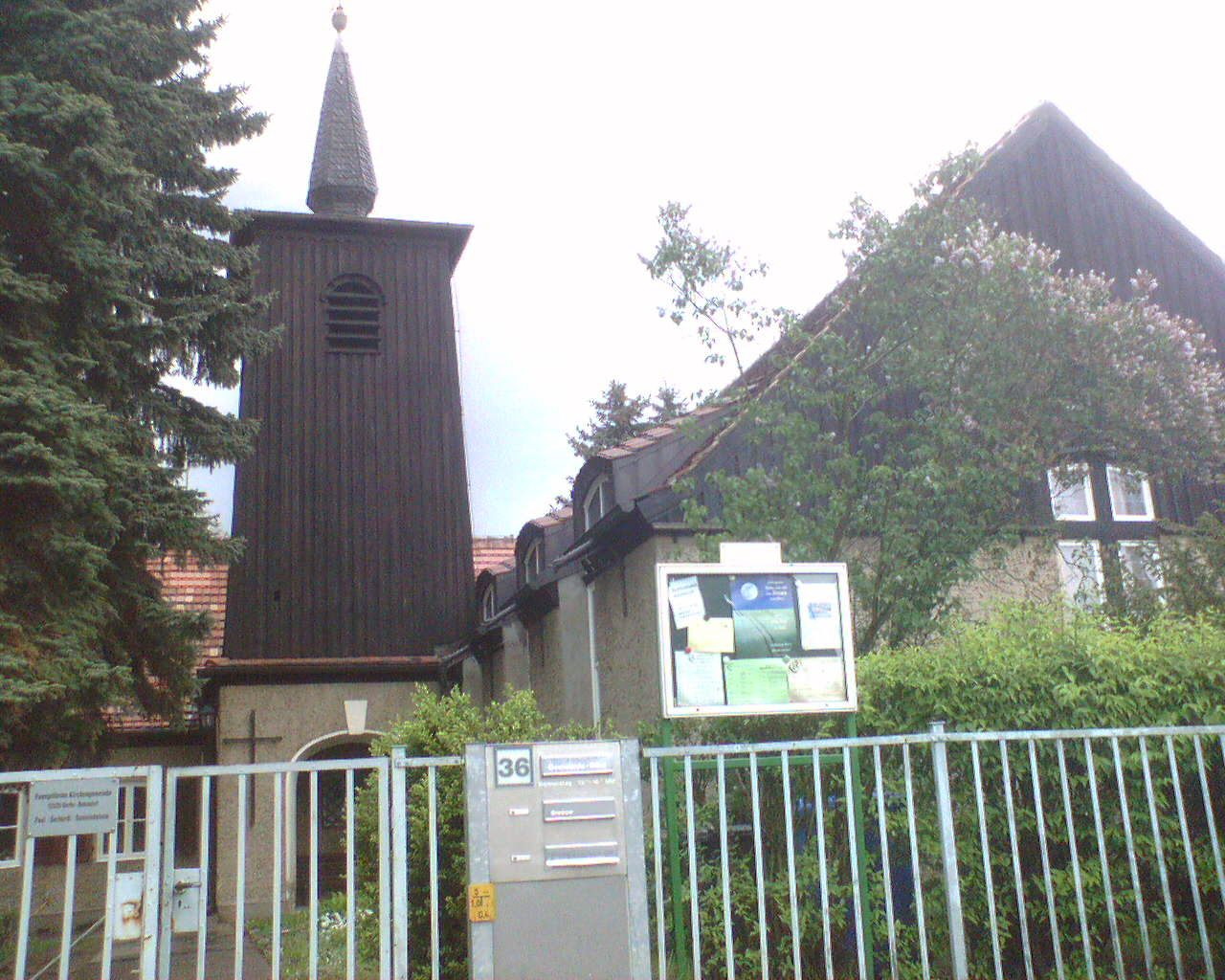
Paul-Gerhardt-Gemeindeheim (Straßenansicht)

Das Paul-Gerhardt-Gemeindeheim befindet sich am Reihersteg 36 im Berliner Ortsteil Bohnsdorf, Ortslage Falkenhorst, des Bezirks Treptow-Köpenick.
Das auch als evangelische Kirche dienende Gemeindeheim wurde benannt nach Paul Gerhardt, einem Pfarrer aus dem 17. Jahrhundert, der auch als Verfasser zahlreicher Kirchenlieder wirkte.
Der Bau entstand 1937 nach einem Entwurf des Architekten Otto Risse.

## Vorgeschichte
In den späten 1920er Jahren entstand in Bohnsdorf durch verstärkte Parzellierung für Eigenheimbau die Siedlung Falkenhorst. Die Dorfkirche Bohnsdorf von 1757 erwies sich für die steigende Anzahl von Gemeindemitgliedern als nicht mehr ausreichend.
Von daher begann man für die Falkenhorster kirchliche Andachten in einem provisorischen Gemeinderaum in der Waltersdorfer Straße 94 (jetzt Privateigentum einer Familie, vorher evangelische Kindertagesstätte) abzuhalten. 1928 wurde unter den Falkenhorstern mit einer Sammlung für den Bau einer kleinen Kirche begonnen.
Dieses führte in der mehrheitlich von Arbeiterfamilien bewohnten Siedlung Falkenhorst zu einem erbitterten Kampf zwischen Kirchentreuen und Freidenkern. Letztere, in der KPD-nahen Gemeinschaft proletarischer Freidenker organisiert, riefen in Flugblättern mit Losungen wie „Proletarier brauchen keine Kirchen!“ vehement zu Kirchenaustritten auf. Der Kirchenbauausschuss Bohnsdorf-Falkenhorst verwies hingegen auf die vielseitigen, sozialen Angebote der Kirche hin.
Am Ende dieser Auseinandersetzung gelang es den Gemeindegliedern ein Grundstück im Reihersteg zur kirchlichen Nutzung zu erwerben.

## Gemeindeheim
April 1937 erfolgte die festliche Grundsteinlegung und bereits am 7. November 1937 konnte die Kirche am Reihersteg eingeweiht werden.
Das Gemeindeheim erhielt den Namen Paul Gerhardt. Das nach einem Entwurf des Architekten Regierungsbaumeister Otto Risse (dieser zeichnete zeitgleich auch für das Ernst-Moritz-Arndt-Gemeindeheim in Altglienicke verantwortlich) errichtete Gebäude gliedert sich in das Hauptgebäude mit einem großen Kirchensaal und einem Nebenflügel, der einen Raum für Zusammenkünfte kleinerer Gemeindegruppen und Wohnungen für Kirchenangestellte (früher Gemeindeschwester und Diakon, heute Kirchwart und Kindergärtner) enthält.
Der separate Glockenturm verbindet beide Gebäude.
Dem dörflichen Charakter Rechnung tragend, entspricht die Gestaltung des Kirchensaales: mächtige hölzerne Stützpfeiler tragen die Decke, geschmiedete Lampen erhellen den Raum. Im Jahr 1952 wurde darüber hinaus die Einweihung einer Sauer-Orgel gefeiert.
Die alten Bronzeglocken mussten 1942 für Kriegszwecke abgeliefert werden. 1955 wurden durch eine großzügige Spende zwei neue Eisenhartgussglocken (Töne: f', g") der Firma Schilling & Lattermann (Morgenröthe-Rautenkranz) erworben, die jeweils 246 und 145 Kilogramm schwer sind.
Ihre Inschriften lauten:
„O Land, Land, Land, höre des Herrn Wort“
„Singet dem Herrn ein neues Lied“
Ab 1942 feierte auch die katholische Gemeinde ihre Gottesdienste in der Kirche am Reihersteg, bis sie 1995 eine eigene Kapelle im Krankenhaus Hedwigshöhe einweihen konnten.
Nach dem Zweiten Weltkrieg wurde das Gelände auch als Flüchtlingslager genutzt. Anfang der 1950er Jahre befand sich hier auch der Kinderhort.
1962 wurde das 25-jährige Jubiläum des Paul-Gerhardt-Gemeindeheimes festlich begangen.
Zum 50-jährigen Bestehen gab es eine Festwoche mit Posaunen-Chor, Diavorträgen und Instrumentalkonzert.
Das Gemeindeheim gilt als Begegnungsstätte für Jung und Alt, vom Konfirmandenunterricht bis hin zum wöchentlichen Seniorencafé sind – neben der Bedeutung als zweite Predigtstätte des Ortsteiles – die meisten kirchlichen Aktivitäten dort untergebracht. Auch die Küsterei der evangelischen Gemeinde Bohnsdorf hat dort ihren Sitz.